# Адсорбер

Периодичный адсорбер: 1 — корпус, 2 — пористый адсорбент, 3 — решётка.

Адсо́рбер (от лат. ad — на, при и sorbeo — поглощаю) — аппарат для поглощения (сгущения) поверхностным слоем твёрдого тела, называемого адсорбентом (поглотителем), растворённых или газообразных веществ, не сопровождающееся химической реакцией. Адсорбер применяется в химической, нефтеперерабатывающей и других отраслях промышленности. Процесс, происходящий внутри этого аппарата, называется адсорбция.

## Использование в автомобильной технике
Адсорберы применяются в химической промышленности для очистки загрязнений, автомобилях - для фильтрации в замкнутой цепи рециркуляции паров бензина в двигателях внутреннего сгорания. Он предназначен для ограничения попадания в атмосферу паров бензина из топливного бака. В европейской норме Евро-2 введён запрет на обмен газов между вентиляцией бензобака и атмосферы, поэтому пары бензина адсорбируются и при продувке посылаются на дожиг в цилиндры двигателя. 
Адсорбер соединяется трубками с дроссельным патрубком и топливным баком и имеет систему впрыска с обратной связью. С помощью электромагнитного клапана можно переключать режимы работы системы улавливания паров бензина. Часто применяется активированный уголь для улавливания паров бензина. Адсорбер не сообщается с атмосферой при выключенном двигателе из-за электромагнитного клапана, когда один из штуцеров перекрыт и, следовательно, пары бензина из бака и впускного коллектора поглощаются при попадании в адсорбер. При пуске двигателя контроллер системы впрыска управляет клапаном, и клапан соединяет полость адсорбера с атмосферой для продувки сорбента, после чего попавшие в ресивер пары бензина  дожигаются в камере сгорания. Длительность соединения и интенсивность продувки сорбента напрямую зависят от расхода воздуха двигателем.

## Требования к регенерации и перезагрузке адсорбентов
Отличительной особенностью всех адсорберов является необходимость к периодической регенерации и полной перезагрузке адсорбента.
По мере работы устройства неизбежно происходит забивание микропор загрязнителем, что постепенно снижает эффективность захвата нежелательных или вредных компонентов газовой фазы. 
В связи с этим промышленные адсорберы часто устанавливаются в парах: один аппарат работает в режиме поглощения, а другой – в режиме регенерации, (которая также может быть совмещена с десорбцией).
Среди распространённых методов реактивации адсорбентов можно выделить следующие:
- Продувка горячим водяным паром. Важную роль при паровой реактивации играют разогретые водные диполи, приобретающие более высокую реакционную способность, что позволяет им «отрывать» поллютанты от адсорбента, вновь раскрывая микропоры активированного угля, силикагеля или цеолита. Данный метод регенерации относится к деструктивным. Так, например, активированный уголь требует полной перезагрузки после примерно 100 циклов регенерации.
- Продувка газами. В зависимости от захватываемого адсорбата может использоваться углекислый газ, кислород, некоторые инертные газы, а также воздушная смесь, обычно – высокотемпературная.
- Невоспламеняемое термическое прокаливание. Может быть проведено как самостоятельно, так и в комбинации с паровой продувкой. Недостаток метода – сильное истощение сорбента, (около 5 % массы за каждый цикл прокаливания). Термическое прокаливание особенно рационально в отношении извлечения из фильтрующего субстрата маслянистых веществ.

## Виды адсорберов
- Адсорбер периодического действия
- Адсорбер непрерывного действия